# Любченко Любов Андріївна
Любов Андріївна Любченко (18 червня 1922, село Яроповичі, тепер Андрушівського району Житомирської області — 10 жовтня 1989, село Стара Котельня Андрушівського району Житомирської області) — українська радянська діячка, голова колгоспу «Більшовик» Андрушівського району Житомирської області. Герой Соціалістичної Праці (5.04.1971). Депутат Верховної Ради СРСР 6—10-го скликань. Член ЦК КПУ в 1961—1986 роках.

## Біографія
Народилася 18 (за іншими даними 22) червня 1922 року в багатодітній селянській родині.
У 1941 році закінчила Яроповицьку середню школу Андрушівського району Житомирської області. Під час німецько-радянської війни була евакуйована в Челябінську область РРФСР.
У 1941—1943 роках — токар, у березні 1943 — серпні 1944 року — бригадир токарів токарного цеху Магнітогорського металургійного заводу Челябінської області РРФСР.
У 1944—1948 роках — студентка Житомирського сільськогосподарського інституту, здобула спеціальність агронома.
Член ВКП(б) з 1946 року.
Після закінчення інституту, у серпні 1948 — жовтні 1950 року — агроном колгоспу «Більшовик» Андрушівського району Житомирської області.
У жовтні 1950 — жовтні 1989 року — голова колгоспу «Більшовик» села Стара Котельня Андрушівського району Житомирської області.
У цей час село Стара Котельня обрали зразково-показовим сільським населенним пунктом серед 30 сіл Української РСР. Тут були побудовані потужні об'єкти соціальної, культурної та виробничої інфраструктури. У 1977 році з'явився перший в Україні сільський широкоекранний кінотеатр.

## Нагороди
- Герой Соціалістичної Праці (5.04.1971)
- два ордени Леніна (31.12.1965; 5.04.1971)
- орден Трудового Червоного Прапора
- орден Знак Пошани (1941)
- медалі
- Заслужений працівник сільського господарства Української РСР (16.06.1972)
- Почесна грамота Президії Верховною Ради УРСР